# Peter Cook (Komiker)

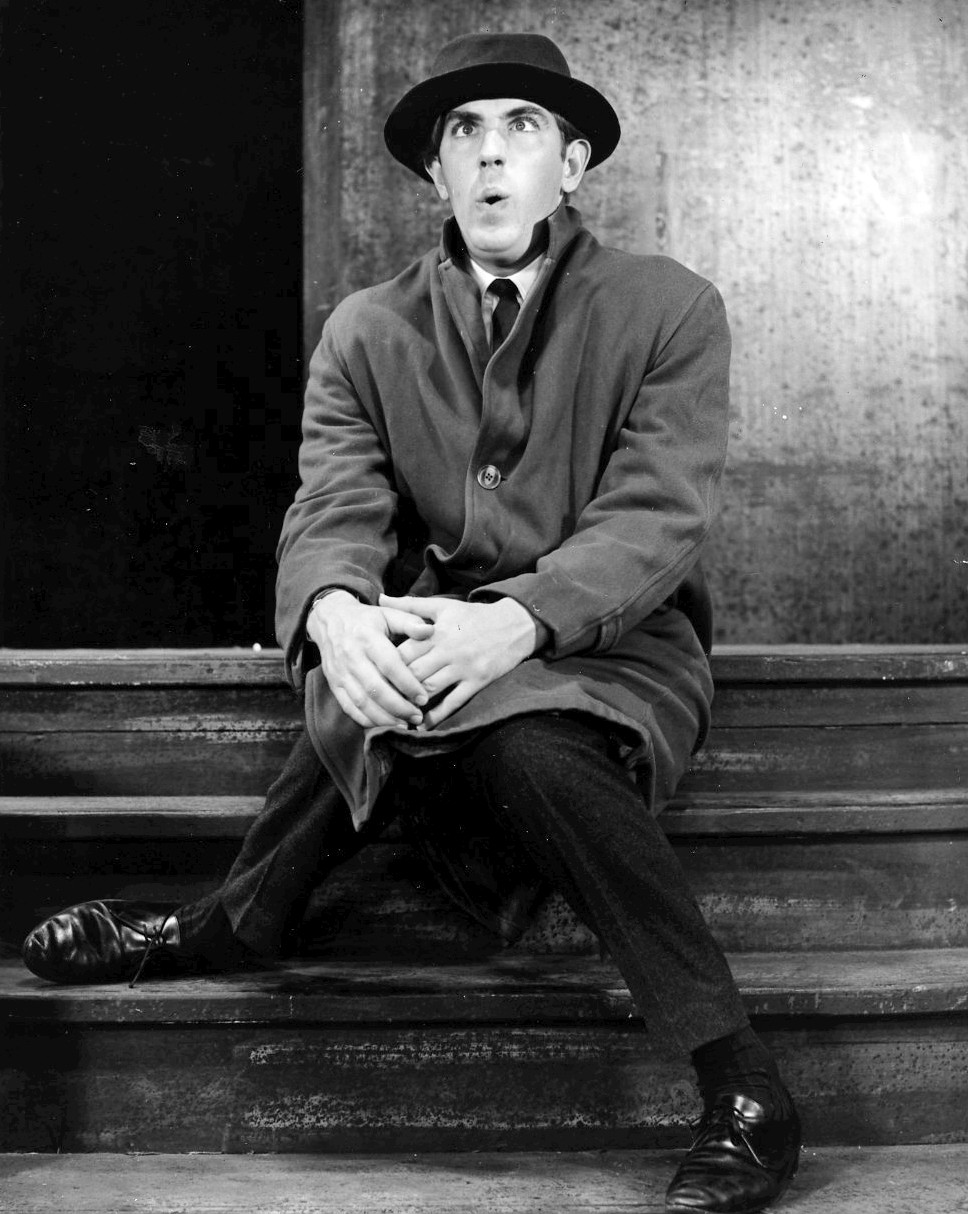
Cook (1962)

Peter Edward Cook (* 17. November 1937 in Torquay, Devon; † 9. Januar 1995 in Hampstead, London) war ein britischer Autor, Schauspieler und Komiker. Mit seinem Humor beeinflusste er die britischen Komiker der 1960er- und 1970er-Jahre maßgeblich.

## Leben

### Anfänge
Der Diplomatensohn Cook nahm nach dem Schulabschluss zunächst ein Studium in Französisch und Deutsch an der University of Cambridge auf. Dort arbeitete er neben dem Studium als Darsteller und Autor im Studententheater und stieß zu dem renommierten Cambridge Footlights Club, dessen Präsident er 1960 wurde. Schon zu dieser Zeit schrieb er als Autor Sketche für etablierte britische Komiker wie etwa Kenneth Williams.
Sein künstlerischer Durchbruch kam mit dem erfolgreichen Bühnenprogramm Beyond the Fringe, das Cook zusammen mit Jonathan Miller, Alan Bennett und Dudley Moore – der bis dahin als Jazz-Pianist aufgetreten war – schrieb und spielte. Durch diesen Erfolg beflügelt eröffnete Cook eine eigene Bühne, den Club The Establishment in der Greek Street von Soho, in dem er neben eigenen Sketchen und musikalischen Programmen auch viele junge, noch weitgehend unbekannte Komiker wie etwa Barry Humphries auftreten ließ.
Im Jahr 1962 erhielt Cook von der BBC seine erste Fernsehshow, in der er Sketche aus dem Establishment Club aufführte. Es folgte die satirische Nachrichtensendung That Was The Week That Was sowie die Comedy-Reihe Braden Beat, für die er eine Vielzahl skurriler Charaktere entwickelte.

### Zusammenarbeit mit Dudley Moore
Besonders großen Erfolg hatte die langjährige Zusammenarbeit mit seinem Freund und Kollegen Dudley Moore, die schon mit Beyond the Fringe ihren Anfang genommen hatte. Cook und Moore gestalteten zusammen die von absurdem Humor geprägte Fernsehsendung Not Only… But Also, für die sie Sketche und Musik schrieben und verschiedene Charaktere schufen, die sie auch in späteren Radio- und Fernsehprogrammen weiterführten, z. B. in der 1968 produzierten Reihe Goodbye Again, in der auch John Cleese mitwirkte. Es folgten zahlreiche weitere gemeinsame Programme im Fernsehen und auf der Bühne.
1965 veröffentlichten sie die Singles The Ballad Of Spotty Muldoon und Goodbye-ee, die in den englischen Single-Charts erfolgreich waren.
Darüber hinaus spielte des Komikerduo auch in einigen Spielfilmen, so in den Komödien Letzte Grüße von Onkel Joe (mit Michael Caine), Monte Carlo Rallye (unter anderem neben Tony Curtis und Gert Fröbe) sowie in der Endzeit-Satire Danach. Den größten Kino-Erfolg hatten sie 1967 mit einer modernen Persiflage des Fauststoffes: In Bedazzled (dt. Titel: Mephisto ’68) verkörpert Cook, der das Drehbuch verfasst hatte, einen jungen, von Selbstzweifeln geplagten Mephisto, dem ein armer Koch (Moore) gegen die Erfüllung von sieben Wünschen seine Seele verkauft. Zwar nimmt jeder Wunsch eine gänzlich andere Wendung als beabsichtigt, aber dadurch erkennt der Koch mehr und mehr, wofür es sich wirklich zu leben lohnt. Im Jahr 2000 wurde Cooks Drehbuch mit Elizabeth Hurley und Brendan Fraser unter dem gleichen Titel (dt. Verleihtitel: Teuflisch) erneut verfilmt.
Die Zusammenarbeit geriet in den folgenden Jahren zur Belastungsprobe, da Cook mehr und mehr in eine Alkoholabhängigkeit geriet und daher unzuverlässiger wurde. 1973 führten Moore und Cook in New York mit Good Evening ihr letztes gemeinsames Programm auf. Obwohl sie dafür mit einem Grammy und dem renommierten Tony Award ausgezeichnet wurden, trennten sich danach ihre Wege. Während Moore in Hollywood blieb und dort Erfolge feiern konnte, arbeitete Cook weiterhin vorwiegend für britische Bühnen- und Fernsehproduktionen.
Dennoch traten beide Komiker noch einige Male gemeinsam vor die Kamera, so in einer Episode der amerikanischen Comedy-Show Saturday Night Live und 1978 als Detektivgespann Sherlock Holmes (Cook) und Dr. Watson in der Komödie Der Hund von Baskerville (neben weiteren beliebten britischen Komikern wie Kenneth Williams, Terry-Thomas und Spike Milligan).
Zu weiteren gemeinsamen Bühnenauftritten kam es allerdings erst 1987 bei Wohltätigkeitsveranstaltungen zu Gunsten Obdachloser und Amnesty International.

### Film und Fernsehen
Neben seinen äußerst erfolgreichen Fernsehprogrammen wirkte Cook auch in einer Reihe von Kinofilmen mit, wenn auch vorwiegend Nebenrollen. Er spielte neben Laurence Harvey in dem Drama Todestanz eines Killers, neben John Candy in der Polizeikomödie Police Epidemy, in der Kriegssatire Zu spät – Bombe fliegt!, neben Helena Bonham Carter in der Tragikomödie Das verflixte erste Mal, in der Comic-Verfilmung Supergirl sowie in einer weiteren Sherlock-Holmes-Parodie: neben Michael Caine (Holmes) und Ben Kingsley (Watson) in Genie und Schnauze. In Rob Reiners phantasievollen Märchenfilm Die Braut des Prinzen verkörperte er einen senilen Bischof und in der Jerry-Lee-Lewis-Biografie Great Balls of Fire in einem Gastauftritt einen britischen Reporter. Größere Rollen spielte er zudem in der von ihm und John Cleese verfassten Satire The Rise and Rise of Michael Rimmer, der Schatzinsel-Parodie Dotterbart, für die er gemeinsam mit Graham Chapman das Drehbuch verfasste, sowie als König Richard III. im Pilotfilm von Rowan Atkinsons Black Adder. Seinen letzten Filmauftritt hatte Cook 1994 als Lord Wexmire neben Sean Bean in einer Verfilmung von Anna Sewells Black Beauty.

### Späteres Leben
Ab 1962 unterstützte Cook das Satiremagazin Private Eye finanziell aus eigenen Mitteln und bemühte sich darüber hinaus um weitere Geldgeber (unter anderem Dirk Bogarde). Daneben verfasste er in den späten 70ern eine wöchentliche Kolumne in der Daily Mail. Außerdem engagierte er sich gemeinsam mit John Cleese für mehrere Benefizveranstaltungen von Amnesty International.
1976 wirkte Cook zudem in verschiedenen Rollen auf dem Album Consequences der britischen Musiker Kevin Godley (Schlagzeug) und Lol Creme (Gitarre) von der Rockband 10cc mit.
Peter Cook war dreimal verheiratet. Am 9. Januar 1995 starb er im Alter von 57 Jahren in London an einer Magenblutung.
1998 erschien in England zu Ehren des Komikers eine 63-Pence-Briefmarke mit dessen Bild. Im Januar 2005 wurde Cook in einer Umfrage des britischen Channel 4 unter Komikern und Autoren auf Platz 1 der beliebtesten Komiker (The Comedian’s Comedian) gewählt.

## Auszeichnungen
Peter Cook  wurde mit einem Stern auf der Londoner Avenue of Stars geehrt.

## Filmografie (Auswahl)
- 1964: Beyond the Fringe
- 1965–1970: Not Only … But Also
- 1966: Letzte Grüße von Onkel Joe (The Wrong Box)
- 1967: Mephisto '68 (Bedazzled)
- 1968: Goodbye Again
- 1968: Todestanz eines Killers (A Dandy in Aspic)
- 1969: Monte Carlo Rallye (Monte Carlo or Bust!)
- 1969: Danach (The Bedsitting-Room)
- 1970: The Rise and Rise of Michael Rimmer
- 1976: Police Epidemy (Find the Lady!)
- 1978: Der Hund von Baskerville (The Hound of the Baskervilles)
- 1983: Blackadder (The Black Adder – The Foretelling)
- 1983: Dotterbart (Yellowbeard)
- 1984: Supergirl
- 1986: Die Bombe fliegt (Whoops Apocalypse)
- 1987: Die Braut des Prinzen (The Princess Bride)
- 1988: Genie und Schnauze (Without a Clue)
- 1989: Das verflixte erste Mal (Getting it Right)
- 1989: Great Balls of Fire – Jerry Lee Lewis – Ein Leben für den Rock’n’Roll (Great Balls of Fire!)
- 1990: A Life in Pieces
- 1994: Black Beauty